# 井上夏穂里
井上夏穂里（いのうえ かおり）は、日本の国土交通官僚。出雲市副市長。

## 来歴
京都大学法学部卒業後 、2007年 国土交通省入省（都市・地域整備局市街地整備課）。その後は国土交通省政策統括官付参事官（危機管理）付、国土交通省総合政策局建設業課係長、国土交通省土地・建設産業局建設業課係長、国土交通省海事局外航課係長、国土交通省大臣官房総務課係長などを務める。
2017年7月1日 国土交通省鉄道局都市鉄道政策課長補佐。
2022年7月1日 出雲市副市長。観光、商工、農水、建設、DX（デジタル変革）などを担当した。

## 略歴
- 2007年4月 - 国土交通省入省（都市・地域整備局市街地整備課）[1]。
- 2008年7月 - 国土交通省政策統括官付参事官（危機管理）付[1]。
- 2010年7月 - 国土交通省総合政策局建設業課係長[1]。
- 2011年7月1日 - 国土交通省土地・建設産業局建設業課係長。
- 2012年7月 - 国土交通省海事局外航課係長。
- 2013年7月 - 国土交通省大臣官房総務課係長。
- 2014年7月 - 国土交通省住宅局建築指導課長補佐。
- 2015年9月 - 関東地方整備局総務部人事課長。
- 2017年7月1日 - 国土交通省鉄道局都市鉄道政策課長補佐。
- 2018年4月 - 国土交通政策研究所主任研究員。
- 2019年2月 - 国土交通省大臣官房人事課付。
- 2020年4月 - 国土交通省大臣官房総務課企画専門官。
- 2021年7月 - 国土交通省大臣官房人事課長補佐。
- 2022年7月1日 - 出雲市副市長。